# غنو (أيسين)
غنو (بالفارسية: گنو) هي قرية تقع في إيران في قسم أيسين الريفي. يقدر عدد سكانها بـ 367 نسمة بحسب إحصاء 2016.